# Phyteuma ovatum
Phyteuma ovatum là loài thực vật có hoa trong họ Hoa chuông. Loài này được Honck. miêu tả khoa học đầu tiên năm 1782.